# Sannahed
Sannahed è un'area urbana della Svezia situata nel comune di Kumla, contea di Halland.
La popolazione rilevata nel censimento 2010 era di 417 abitanti .